# ديوغو لوبيز دي سيكويرا
ديوغو لوبيز دي سيكويرا (بالبرتغالية: Diogo Lopes de Sequeira‏) هو مستكشف برتغالي، ولد في 1465 في Alandroal ‏ في البرتغال، وتوفي بنفس المكان في 1530.